# ثلمة غربالية
الثلمة الغربالية (بالإنجليزية: Ethmoidal notch)‏ فراغ بين الصفيحتين الحجاجيتين على شكل حرف U مفتوحة نحو الخلف حيث تغلقها الصفيحة المصفوية الغربالية، يحدها من كل جانب سطح عظمي غير منتظم به تجاويف على شكل أنصاف خلايا من العظم الغربالي، تسهم في تشكيل الخلايا الغربالية الهوائية التي تتشكل من نصف خلية غربالية مع نصف خلية جبهية.